# Nicolás Furtado
Furtado est un nom portugais  Alonzo est un nom espagnol. Le premier nom de famille, en général paternel, est Furtado est un nom portugais ; le second, en général maternel, souvent omis, est Alonzo.
Nicolás Furtado (né Nicolás Furtado Alonzo le 8 février 1988 à Montevideo, Uruguay), est un acteur uruguayen. Il est connu en Argentine pour ses participations dans des telenovelas à la télévision comme Educando a Nina, Somos Familia.

## Biographie
À ses débuts, il joue de la batterie dans un groupe formé avec ses camarades de collège. Il participe à des publicités.
En parallèle à ses études à l'université d'Architecture, Nicolás fait des apparitions en tant qu'acteur.
En 2006, il intègre l'école de Théâtre d'Uruguay.
En 2008, il participe au long métrage Masangeles, une co-production argentino-uruguayenne où il incarne Santiago Saravia.
En 2011, il participe à l'épisode Cuestión de Poder (Question de pouvoir) de la série de télévision Maltratadas où il interprète Emiliano. Cette même année, il joue dans Porque te quiero où il interprète Ciro Schiaretti, fils du personnage de Catherine Fulop et dans la série Dance de Canal 10. Durant le tournage de la série Dance il fait la connaissance d'un des producteurs de Dulce amor. Ce producteur[Qui ?] le convie à participer à cette telenovela en Argentine entre 2012 et 2013. Il tient le rôle de Diego aux côtés des protagonistes Sebastián Estevanez et Carina Zampini.
En 2012, il fait partie de l'équipe artistique de la deuxième saison de la telenovela italienne Terra Ribelle. Il tient le rôle d'Angiolino durant le tournage en Argentine. 
En 2013, on le voit dans la pièce de théâtre Descuidistas dans le personnage de Luca. De plus, il est dans le film Relocos y repasados de Manuel Facal. 
En 2014, il tient le rôle de Máximo dans Somos familia.
Il incarne Diosito dans la série El Marginal à la télévision publique argentine (Televisión Pública Argentina) et diffusée par Netflix. 
Il intègre l'équipe principale de Educando a nina diffusée par Telefe. 
Il signe un contrat pour 2017 pour participer à la nouvelle telenovela de Sebastian Ortega, Fanny, la fan, aussi pour Telefe.

## Filmographie

### Séries télé
- 2011 : Maltratadas (América TV) : Emiliano
- 2012 : Terra ribelle (Rai 1) : Angiolino
- 2012-2013 : Dulce amor (Telefe) : Diego Vázquez
- 2014 : Somos familia (Telefe) : Maximo Morales Carlucci
- 2016 : Educando a Nina (Telefe) : Lucilo Ludueña, dit El Bicho
- 2016 : El marginal (TV Publica) : Diosito
- 2017 : Fanny, la fan (Telefe)
- 2019 : Jesús de Nazareth
- 2024 : Bandidos
- 2025 : Olympo : Hugo Teixeira[1],[2]

### Film
- 2013 : Relocos y repasados : Cooper
- 2024 : Goyo

## Théâtre
- 2013 : Descuidistas : Luca